# Callida platynoide
Callida platynoide är en skalbaggsart som beskrevs av Horn. Callida platynoide ingår i släktet Callida och familjen jordlöpare. Inga underarter finns listade i Catalogue of Life.